# چارلی توک
چارلی توک (انگلیسی: Charlie Took؛ زادهٔ ۲۵ مهٔ ۱۹۹۳) بازیکن فوتبال اهل کامرون است که در پست مدافع میانی برای کونکوئنس بازی می‌کند.